# Pavol Valehrach
Pavol Valehrach, též Pavel Valehrach (27. října 1894 Olšany – 2. května 1979), byl slovenský a československý politik Komunistické strany Slovenska a poúnorový poslanec Národního shromáždění ČSR.

## Biografie
Po volbách roku 1948 byl zvolen do Národního shromáždění za KSČ ve volebním kraji Nitra. Mandát nabyl až dodatečně v březnu 1949 jako náhradník poté, co rezignoval poslanec Ondrej Horvát. V parlamentu zasedal do února 1953, kdy rezignoval a nahradil ho František Kukla. V letech 1949–1950 se uvádí jako člen Ústředního výboru Komunistické strany Slovenska.
Později žil v obci Olšany na Vyškovsku.